# جاكو فورينين
جاكو فورينين (25 يوليو 1923 – 19 فبراير 1982) هو مبارز بالسيف فنلندي راحل، مثّل بلاده في الألعاب الأولمبية الصيفية 1952.

## روابط رياضية
جاكو فورينين على موقع أوليمبيديا (الإنجليزية)